# Пінеджем I
Пінеджем I (д/н — 1032 до н. е.) — давньоєгипетський політичний діяч, верховний жрець Амона у Фівах у 1070—1054 роках до н. е., фараон у 1062—1032 роках до н. е.

## Життєпис

### Верховний жрець
Був сином верховного жерця Амона-Ра Піанха. Тривалий час вважалося, що він володарював після смерті батька. Втім натепер вважається, що після Піанха правив його батько або тесть Герігор. В той час Пінеджем I був надто молодий, щоб домогтися якогось високого становища серед фіванського жрецтва.
Лише у 1070 році до н. е. посада верховного жерця перейшла до Пінеджему I. Така інтерпретація підтверджується свідченнями з храму Хонсу в Карнаку, де слідом за настінними рельєфами Герігора слідують рельєфи з зображеннями Пінеджема, без будь-якого проміжного етапу для Піанха.
З самого початку правління зіткнувся зі зростаючою нестабільністю в фіванській області, Пінеджем I намагався зберегти царські мумії часів Нового Царства. Після того, як їх гробниці виявилися повністю пограбованими, за наказом Пінеджема I священні рештки великих фараонів між 1070 та 1062 роками до н. е. були зібрані жерцями і переміщені в спеціально підготовлені для цих цілей схованки. Так, в гробниці фараона Аменхотепа II були заховані мумії Тутмоса IV, Мернептаха і Рамсеса IV, можлива гробниця цариці Яхмос-Інхапі з XVII династії, що розташовувалася далеко від фіванського некрополя в Дейр-ель-Бахрі, була обрана як інше потайне сховище для мумій інших великих фараонів, зокрема Рамсеса II, Тутмоса III і Яхмоса I.
Для зміцнення свого становища Пінеджем I одружився з принцесою Хенуттауї, донькою фараона Смендеса, онукою фараона Рамсеса XI. Тим самим з одного боку були налагодженні стосунки з таніським урядом, з іншого — закладені підвалини щодо прав Пінеджема на титул фараона.

### Фараон
У 1062 або 1061 році до н. е. на цій підставі відбулося оголошення Пінеджема I фараоном Верхнього Єгипту. Тоді починає датувати всі офіційні документи і пам'ятники власним ім'ям. Ймовірно розглядався як співволодар Смендеса у південній частині Єгипту. Водночас кожен з них впроваджував власну політику. Це знаходить своє відображення в «Розповіді Унамона», датованого цим часом.
На півночі Пінеджем I протягом володарювання таніських фараонів Смендеса і Аменемнісу наполегливо зміцнює кордони з Нижнім Єгиптом, зводячи тут велику фортецю неподалік від сучасного місця ель-Хіба, контроль над якою він доручає своєму синові Масагарта, який пізніше змінив його як Верховний жрець Амона.
У 1047 році до н. е. після смерті фараона Аменемнісу сприяв сходженню на трон фараона в Танісі (Нижньому Єгипті) свого сина Псусеннеса I. Таким чином нащадки Герігора стали володарювати над усім Стародавнім Єгиптом, утворивши два паралельні уряди — Танісі та Фівах.
Втім це було політичним успіхом Пінеджема I, який без військових дій зумів поширити певний вплив на Нижній Єгипет, відновивши видимість єдності двох царств, пов'язаних міцними родинними зв'язками. Але небажання передати синові владу над Верхнім Єгиптом призвело згодом до розгардіяшу та руїни в Єгипті.
Пінаджем I спокійно володарював у своїй частині Єгипту до самої смерті, яка настала в 1032 році до н. е (за іншими версіями — 1039 році до н. е.). Усю владу успадкував син Менхеперра.

## Будови
Гарні стосунки між верхнім та Нижнім Єгиптом сприяли мирному співіснуванню в Єгипті, що призвело до відродження міст, відновленню створення гробниць та монументів. Пінеджем I ініціював проведення досить масштабної архітектурної програми, головним чином сконцентрованих на реставрації будівель і зміцненні стін в Карнаці, Луксорі та Медінет-Абу.
У Карнаку, перед другим пілоном Великого храму Амона-Ра, в той час служив головним входом до храму, Пінеджем I наказав поставити велику гранітну статую з його ім'ям, яка, ймовірно, була більш давньою і належала до часу правління перших Рамсессідів. Крім того, він привласнив собі сфінксів, що лежать по боках алеї до Великого храму, продовжив декорування храму Хонсу і, швидше за все, завершив будівництво одного з місцевих пілонів.

## Родина
1. Дружина — Тенетнабекхену. Її ім'я виявлено в похоронному папірусі принцеси Наунь, похованої в Фівах, мала титул «Донька Царя», що вказує на ймовірну спорідненість з Пінеджемом I
2. Дружина — Ісетемхеб I, обіймала посаду «Співачки Амона». Її ім'я згадується поруч з ім'ям Пінеджема I на одному з кам'яних блоків, виявлених в ель-Хібе (Середній Єгипет)
Діти:
- Джедхонсуефанх, верховний жрець Амона у 1046—1045 роках до н. е.

3. Дружина — Дуатхатгор-Хенуттауї.
Діти:
- Псусеннеса I, фараон у 1047—1001 роках до н. е.
- Мааткара, Верховна жриця Амона у 1050-1040-х роках до н. е.
- Хенуттауї I, принцеса
- Мутнеджмет, дружина Псусеннеса I.
- Масагарта (д/н—1045 до н. е.), верховний жрець Амона у 1054—1046 роках до н. е.

4. Дружина — ім'я невідоме
Діти:
- Менхеперра, верховний жрець Амона у 1045—992 роках до н. е.
- Несіпанефергор